# Asesinato de Joana Cipriano
Joana Isabel Cipriano (nacida el 31 de mayo de 1996) desapareció el 12 de septiembre de 2004 en Figueira, un pueblo cerca de Portimão, en el Algarve, región de Portugal. Una investigación realizada por la Policía Judicial, la policía criminal de Portugal, concluyó que había sido asesinada por su madre, Leonor Cipriano, y su tío, João Cipriano, después de haber presenciado sus relaciones sexuales incestuosas. Su cuerpo nunca fue encontrado.
La madre y el tío confesaron a la policía en octubre de 2004; el tío dijo que había cortado el cuerpo de la niña en pedazos antes de deshacerse de él arrojándolo a una pocilga cercana. La madre de Joana retiró su confesión el día después de firmarla, alegando que había sido golpeada durante un interrogatorio de 48 horas. Los oficiales de policía explicaron los moretones en la cara y el cuerpo de la madre al explicar que se había tirado por unas escaleras en la comisaría de policía en un esfuerzo por suicidarse. Tanto la madre como el tío fueron declarados culpables de asesinato y condenados a dieciséis años de cárcel. Fue el primer juicio por asesinato en la historia legal portuguesa que tuvo lugar sin el descubrimiento de un cuerpo .  
Cinco oficiales fueron acusados de varios delitos como resultado de las acusaciones de asalto; tres fueron absueltos. Uno de los dos agentes condenados, el inspector jefe Gonçalo Amaral, dirigió la investigación sobre la desaparición de Madeleine McCann, una niña británica que desapareció en mayo de 2007 en el cercano complejo de Praia da Luz . Amaral no estuvo presente durante el presunto asalto, pero fue acusado de haber encubierto a otros oficiales; fue declarado culpable de haber falsificado documentos policiales en el caso y recibió una sentencia suspendida de dieciocho meses.  
Existen varias similitudes entre los casos: ambas niñas desaparecieron sin dejar rastro en un radio de 11 km y en menos de tres años de diferencia, ambos casos tuvieron oficiales que no lograron encontrar la escena del crimen, ambas madres organizaron campañas para encontrar a sus hijas y ambas mujeres fueron acusadas de participación en el delito, lo que llevó a la familia de Joana a apelar en 2008 para que la policía investigara si había un vínculo entre las desapariciones.

## Desaparición y cargos
Joana Cipriano, de ocho años en ese momento, fue vista por última vez alrededor de las 8  de la noche en que desapareció, luego de ser enviada a comprar leche y una lata de atún en una tienda local. Un vecino la vio a unos 200 metros de su casa, caminando de regreso de la tienda. Su madre, Leonor Cipriano, emprendió una campaña local para encontrar a su hija, distribuyendo carteles por el vecindario.  
La fiscalía argumentó que Joana fue asesinada porque había visto a su madre y a João Cipriano, el hermano de su madre, tener relaciones sexuales . Leonor confesó haber matado a su hija después de casi 48 horas de interrogatorios continuos. Su hermano confesó haber asaltado a Joana y dijo que había cortado su cuerpo en pequeños pedazos y los había colocado dentro de un refrigerador, antes de deshacerse de ellos arrojándolos a una pocilga cercana. Cuando le preguntaron si había abusado sexualmente de Joana, dijo: "No la lastimé, solo la maté".  
En 2019, Leonor Cipriano fue liberada de prisión después de cumplir cinco sextos de su sentencia. 

## Controversia

### Alegaciones de mala conducta policial.
Leonor se retractó de su confesión el día después de haberla hecho, alegando que había sido golpeada. Sufrió graves contusiones en la cara y el cuerpo, que según la policía fueron causadas al arrojarse por unas escaleras en la comisaría de policía en un esfuerzo por suicidarse. Cinco oficiales, incluido Gonçalo Amaral, jefe de la Policia Judicial regional en Portimão en ese momento, fueron acusados de varios delitos. La acusación alegaba que varios de ellos patearon a Leonor, la golpearon con un tubo de cartón, le pusieron una bolsa de plástico sobre la cabeza y la pusieron de rodillas sobre ceniceros de vidrio.
Tres oficiales, Leonel Marques, Paulo Pereira Cristóvão y Paulo Marques Bom, fueron absueltos del cargo de tortura. Amaral no estaba presente en el momento de la supuesta golpiza, pero fue acusado de haber encubierto a los otros oficiales, lo que negó. Fue declarado culpable de perjurio en mayo de 2009 por haber falsificado documentos en el caso, y recibió una sentencia suspendida de dieciocho meses. Otro oficial, António Nunes Cardoso, también fue declarado culpable de haber falsificado documentos y recibió una sentencia suspendida de dos años y medio.

### Comparación con el caso McCann
El pueblo de Figueira está a solo 11 km de Praia da Luz, donde Madeleine McCann desapareció el 3 de mayo de 2007. En ambos casos, las madres emprendieron campañas para encontrar a sus hijas y en ambos casos la Policía Judicial local investigó la posibilidad de que las madres hubieran asesinado a sus hijas.
Un especialista en protección infantil, Mark Williams-Thomas, que cree que las desapariciones de Joana y Madeleine están relacionadas, dijo que la desaparición de dos niños desconocidos, dentro de un período de cuatro años en un radio de 11 km, sería una gran coincidencia, especialmente considerando que Portugal es un país pequeño con pocos secuestros. Antes de la desaparición de Joana, el asesinato de un niño en la región del Algarve fue en noviembre de 1990 y fue el de una niña británica, Rachel Charles, de nueve años, que fue secuestrada y asesinada en Albufeira. Su cuerpo fue encontrado tres días después; Un mecánico británico y amigo de la familia, Michael Cook, fue arrestado y condenado. Leandro Silva, el esposo de Leonor, dijo en 2007 que "la única diferencia entre los McCann y nosotros es que no tenemos dinero".